# Карпов, Анатолий Вячеславович
Анатолий Вячеславович Карпов (1 октября 1939, Решёты, Красноярский край — 24 декабря 2019) — советский и российский инженер. Кандидат технических наук (1974). Профессор. Член-корреспондент Академии инженерных наук России. Действительный государственный советник Российской Федерации 1 класса.
Депутат Совета Союза Верховного Совета СССР 11 созыва (1984—1989) от Алтайского края. Депутат Алтайского краевого и Бийского городского советов народных депутатов.

## Биография
Родился 1 октября 1939 года на станции Решёты Красноярского края. В 1963 году окончил Сибирский технологический институт по специальности «инженер-технолог», защитил кандидатскую диссертацию. Трудовую деятельность начал в 1960 году на красноярском химкомбинате «Енисей», где прошёл путь от аппаратчика до директора. В 1978 году назначен директором Бийского химического комбината. Внёс немалый творческий вклад в развитие отрасли, является автором 18 изобретений и около 100 рационализаторских предложений.
С 1992 года был президентом ОАО «Полиэкс». Возглавлял Международный клуб директоров.

## Награды
- Орден Октябрьской Революции
- Орден «Знак Почёта»
- Орден Дружбы народов
- Орден святого благоверного князя Даниила Московского
- Орден преподобного Сергия Радонежского
- Государственная премия СССР
- Премия Совета Министров СССР
- Демидовская премия
- Международная премия Андрея Первозванного